# EVUM Motors
EVUM Motors ist ein Spin-off-Unternehmen der Technischen Universität München, das unter der Typbezeichnung aCar einen kompakten, elektrisch angetriebenen Kleintransporter mit Allradantrieb herstellt und vermarktet. EVUM Motors wurde 2017 gegründet. Im Sommer 2021 wurden die ersten Fahrzeuge an Kunden ausgeliefert. Das Amtsgericht München hat am 30. April 2025 die vorläufige Insolvenzverwaltung angeordnet.

## Geschichte

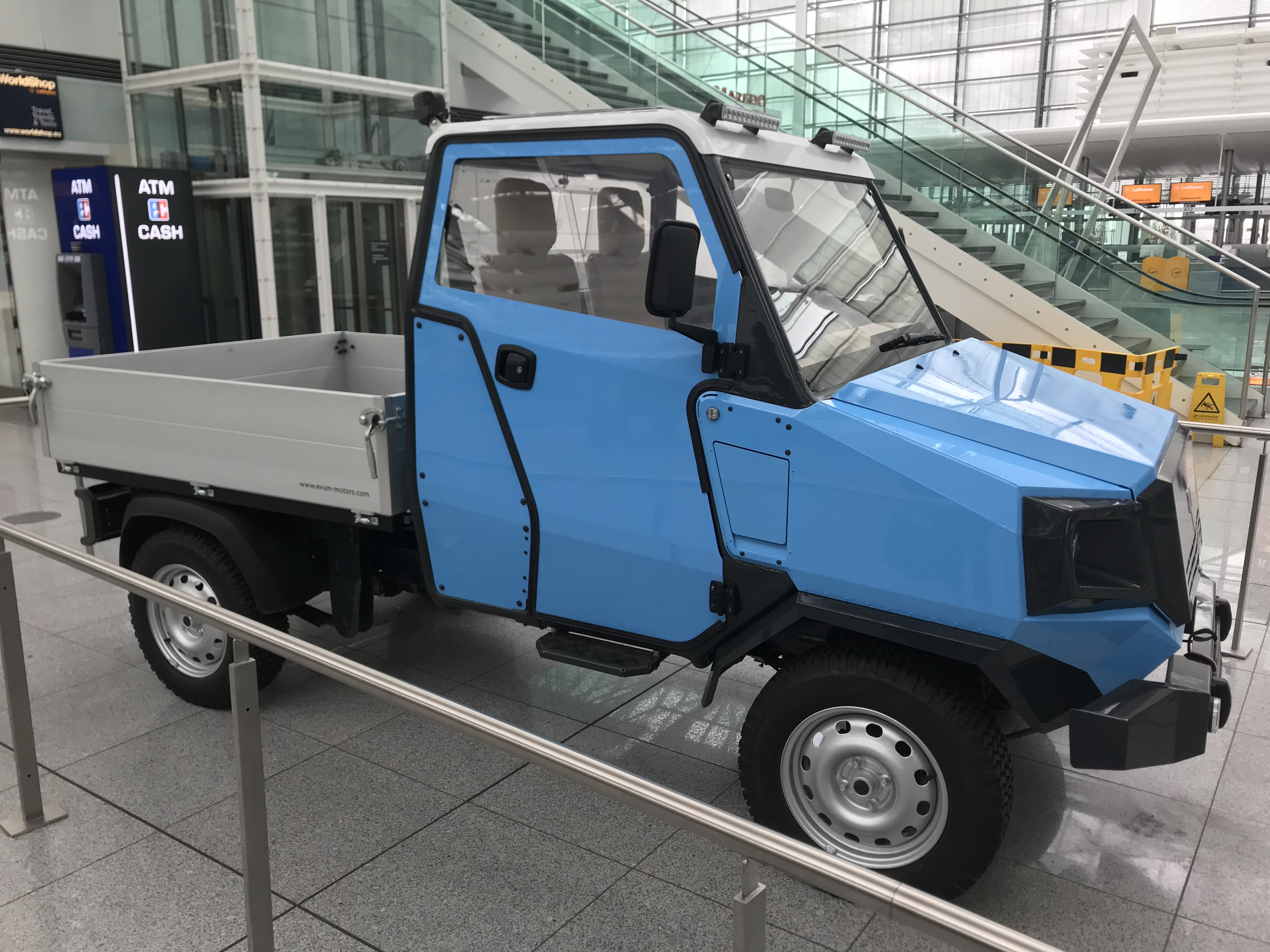
Prototyp EVUM aCar (2019)

EVUM Motors ist die Fortführung des Forschungsprojektes „aCar Mobility“ der Technischen Universität München. Im Rahmen des Forschungsprojektes wurde am Lehrstuhl für Fahrzeugtechnik die Idee umgesetzt, einen voll elektrischen Kleintransporter zu entwickeln, und zwar zunächst mit dem Fokus auf Entwicklungs- und Schwellenländer als Absatzmarkt.
Im Rahmen des von der Bayerischen Forschungsstiftung geförderten Forschungsprojektes waren über einen Zeitraum von drei Jahren mehrere Industriepartner, 20 Doktoranden und 100 Studenten involviert. 2016 wurde der erste Prototyp in Ghana für einige Wochen getestet, um die Zuverlässigkeit der Technik und des Konzepts unter extremen Bedingungen zu prüfen. Zudem wurden Erkenntnisse für weitere Entwicklungen gesammelt.
Seinen Abschluss fand das Forschungsprojekt mit der Präsentation auf der Internationalen Automobil-Ausstellung (IAA) 2017 in Frankfurt. Zeitgleich wurde die Firma EVUM Motors gegründet, um das Fahrzeugkonzept zu industrialisieren. Sie wird beim Kraftfahrt-Bundesamt mit der Schlüsselnummer 2172 WE1 geführt. Die Produktionsstätte von EVUM Motors ist im niederbayerischen Bayerbach bei Ergoldsbach.
Noch Ende 2017 wurde das Fahrzeug als Transportlösung für den Einsatz etwa in Subsahara-Ländern präsentiert und ein Anschaffungspreis von weniger als 10.000 Euro netto in Aussicht gestellt. Bei Beginn der Bestellungsannahme im Juni 2020 betrug der Basispreis in Deutschland allerdings mit etwa 29.000 Euro bereits das Dreifache davon. In diesem Basispreis sind noch keine Aufbauten enthalten.
Ende März 2021 gab der BayWa-Konzern bekannt, mit EVUM Motors ein Abkommen zum Vertrieb des aCar geschlossen zu haben.
Die ersten Auslieferungen von aCars an Kunden fanden im Sommer 2021 statt.
Im April 2022 war das Unternehmen nach eigenen Angaben auf Expansionskurs und suchte Bewerber für über 30 Stellen. Etwa zu derselben Zeit wurde bekanntgegeben, dass Evum das aCar mit dem Online-Flottenmanagement-System Business Fleet Analytics von Vodafone auszustatten beabsichtige.
Nachdem noch zum Jahreswechsel 2024/2025 eine weitere Getriebeoption für besondere Steigfähigkeit angekündigt worden war, ordnete das Amtsgericht München am 30. April 2025 die vorläufige Insolvenzverwaltung an.

## Technische Daten aCar

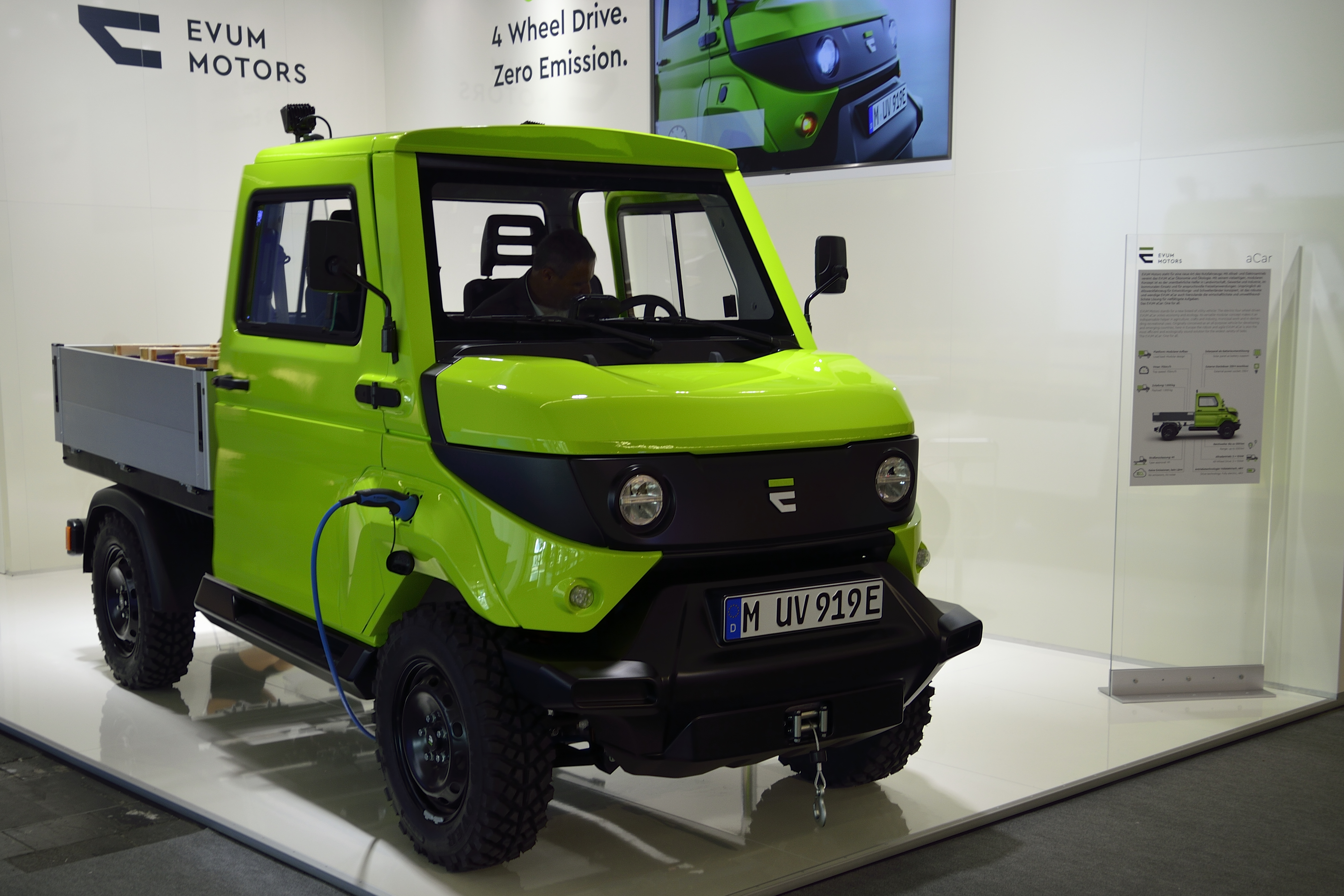
EVUM aCar auf der IAA Frankfurt 2019

Das aCar ist für die Verwendung in Land- und Forstwirtschaft, Gewerbe und Industrie, im kommunalen Einsatz sowie für Freizeitanwendungen konzipiert.
Es wird in Versionen mit Pritsche, Planen und Spriegel, Dreiseitenkipper sowie mit Kofferaufbau angeboten. In der Pritschenversion ist es 4,05 m lang, 1,56 m breit und 1,99 m hoch. Der Radstand beträgt 2,60 m, der Wendekreis 9,8 m. Das leere Fahrzeug wiegt je nach Fahrzeugausstattung mindestens 1300 kg, mit 33-kWh-Reichweitenpaket mindestens 1600 kg. Ebenfalls abhängig von der Ausstattung kann die Nutzlast bis zu 1000 kg betragen. Das Fahrzeug ist für eine gebremste Anhängelast bis 1000 kg zugelassen (ungebremst: 650 kg). Es kann mit einer Fahrerlaubnis der Klasse B geführt werden.
Angetrieben wird das aCar von einer passiv gekühlten Asynchronmaschine mit 1-Gang-Getriebe, die ihm zu einer Höchstgeschwindigkeit von 70 km/h verhilft. Es werden alle vier Räder angetrieben. Die Nennleistung für das gesamte Fahrzeug über 30 Minuten beträgt 20 kW; sie kann kurzzeitig (für 20 Sekunden) auf 28 kW erhöht werden. Das maximale Drehmoment beträgt 140 Nm. Eine hydraulische Zweikreis-Bremsanlage mit Bremskraftverstärker wirkt auf innenbelüftete Scheibenbremsen vorn und hinten. Eine mechanische Feststellbremse wirkt auf die Hinterachse.
Seine Energie speichert das aCar in einem NMC-Akkumulator mit einer Nennkapazität von 16,5 kWh oder, gegen Aufpreis („Reichweitenpaket“), 33 kWh. Die vom Hersteller angegebene NEFZ-Reichweite beträgt 100 bzw. 200 km; der Energieverbrauch liegt danach bei 15,9 kWh auf 100 km. Als Ladedauer für 80 % Ladezustand an einer Schuko-Wechselstromdose bei 3,3 kW gibt der Hersteller 6,5 Stunden an. Das Fahrzeug verfügt über eine externe 230-Volt-Steckdose zur Versorgung von Geräten bis zu 3 kW Dauerleistung.